# T3 Arena
Umeå Energi Arena, eerder bekend als Gammliavallen en T3 Arena, is een multifunctioneel stadion in de Zweedse stad Umeå. Het werd geopend op 7 juni 1925 en heeft een capaciteit van 9.000 toeschouwers. Het is de thuishaven van de voetbalclubs Umeå IK en Umeå FC.
In 1971 en 1996 onderging het stadion renovaties. Sinds 2003 wordt er op kunstgras gespeeld. In een renovatie, die van 2009 tot 2011 duurde, werd de atletiekbaan verwijderd en het voetbalveld dichter bij de hoofdtribune geplaatst. Ook werd er nieuw kunstgras gelegd, welke voldoet aan de twee-sterrenstatus van de FIFA. Hierdoor kunnen er Europese clubtoernooien worden gespeeld in het stadion
Eind juni 2011 kregen de beide voetbalclubs toestemming van de gemeente om de naam van het stadion te verkopen. Op 28 juli werd bekend dat het internetbedrijf T3 de nieuwe sponsor van het stadion zal worden. In september 2011 werd de naam veranderd van Gammliavallen naar T3 Arena, de overeenkomst geldt voor drie jaar. Daarna werd de naam omgedoopt in Umeå Energi Arena.
Behrn Arena (Örebro SK) ·
Borås Arena (IF Elfsborg) ·
Falkenbergs IP (Falkenbergs FF) ·
Gamla Ullevi (IFK Göteborg) ·
Grimsta IP (IF Brommapojkarna) ·
Guldfågeln Arena (Kalmar FF) ·
Kopparvallen (Åtvidabergs FF) ·
Nya Parken (IFK Norrköping) ·
Olympia (Helsingborgs IF) ·
Rambergsvallen (BK Häcken) ·
Strandvallen (Mjällby AIF) ·
Strawberry Arena (AIK Fotboll) ·
Strömvallen (Gefle IF) ·
Eleda Stadion (Malmö FF) ·
Tele2 Arena (Djurgårdens IF) ·
Örjans vall (Halmstads BK)
Ängelholms IP (Ängelholms FF) ·
Finnvedsvallen (IFK Värnamo) ·
Gamla Ullevi (GAIS Göteborg) ·
Jämtkraft Arena (Östersunds FK) ·
Landskrona IP (Landskrona BoIS) ·
Myresjöhus Arena (Östers IF) ·
Norrporten Arena (GIF Sundsvall) ·
Påskbergsvallen (Varbergs BoIS) ·
Skarsjövallen (Ljungskile SK) ·
Stadsparksvallen (Jönköpings Södra IF) ·
Stora Valla (Degerfors IF) ·
Studenternas IP (IK Sirius FK) ·
Södertälje Fotbollsarena (Assyriska Föreningen, Syrianska FC) ·
Tele2 Arena (Hammarby IF) ·
Vapenvallen (Husqvarna FF)
Arosvallen ·
Bårsta IP ·
Enavallen ·
Folkungavallen ·
Fredriksskans IP ·
Gamla Ullevi ·
Herrgärdets IP ·
Hillängens IP ·
Jernvallen ·
Johanneshovs IP ·
Kamratvallen ·
Lövåsvallen ·
Malmö IP ·
Malmö Stadion ·
Motala IP ·
Norra IP ·
Ramnavallen ·
Råsunda IP ·
Råsundastadion ·
Rimnersvallen ·
Ruddalens IP ·
Ryavallen ·
Sandåkerns IP ·
Skogsvallen ·
Slottsskogsvallen ·
Olympisch Stadion (Stockholm) ·
Söderstadion ·
T3 Arena ·
Trollebo IP ·
IJsbaan van Eskilstuna ·
Ullevi ·
Vägga IP ·
Vångavallen ·
Värendsvallen